# Fêtes et jours fériés à Malte

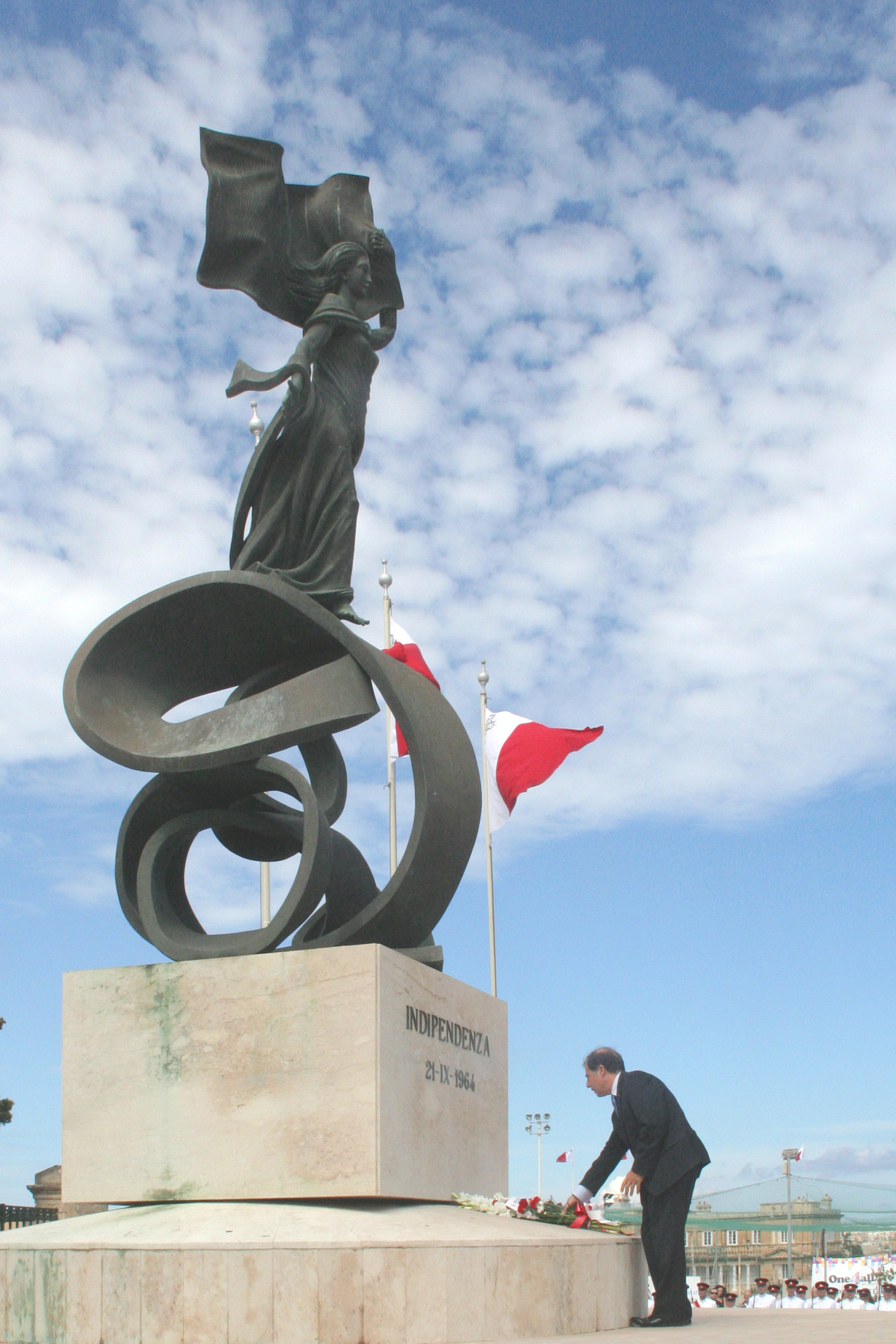
Le président de la République de Malte, George Abela, déposant une gerbe au pied du monument de l'Indépendance lors des cérémonies du 21 septembre 2009 le Jum l-Indipendenza.

La législation fixe les jours fériés publics et nationaux auxquels s'ajoutent les fêtes, nombreuses à Malte, et qui sont commandées par le calendrier des saints catholiques. Un dicton populaire veut, qu'à l'image de la France qui aurait un fromage par jour de l'année, Malte aurait autant d'églises que le calendrier compte de jours. Si le trait est très certainement exagéré, entre mai et septembre, il ne se passe pas un dimanche sans qu'un village, et quelquefois plusieurs, n'ait sa festa  (festi au pluriel, fête en français) pour fêter son saint patron.

## Jours fériés
En plus de tous les dimanches, qui aux termes de la loi sont des jours fériés, Malte a 14 jours fériés légaux :
- 1er janvier : L-Ewwel tas-Sena, le jour de l'an
- 10 février : Il-Festa tan-Nawfraġju ta’ San Pawl, la fête du naufrage de saint Paul
- 19 mars : Il-Festa ta’ San Ġużepp, la fête de saint Joseph
- 31 mars : Jum il-Helsien, le jour de la Liberté
- entre le 22 mars et le 25 avril : Il-Ġimgħa l-Kbira, le Vendredi saint (textuellement la Grande Semaine), Pâques
- 1er mai : Jum il-Haddiem, le jour du travailleur correspond à la fête internationale du travail
- 7 juin : Sette Giugno, insurrection du 7 juin 1919
- 29 juin : Il-Festa ta’ San Pietru u San Pawl, la fête de saint Pierre et saint Paul et L-Imnarja, fête des illuminations
- 15 août : Il-Festa ta’ Santa Marija, la fête de la Vierge Marie (Assomption)
- 8 septembre : Jum il-Vittorja, jour de la Victoire,
- 21 septembre : jour de l'Indépendance
- 8 décembre : Il-Festa ta’ l-Immakulata Kunċizzjoni, la fête de l'Immaculée Conception
- 13 décembre : Jum ir-Repubblika, le jour de la République
- 25 décembre : Il-Milied, Noël

## Les jours fériés légaux
Même si la législation date de 1975, les jours fériés étaient, dans une période encore récente, souvent fluctuants à Malte en fonction des gouvernements. Cette législation détermine trois types de jours fériés, d'abord les fêtes nationales immuables, ensuite les dimanches et enfin les jours fériés proprement dits qui peuvent être modifiés par avis du Premier Ministre. Les jours fériés, les bureaux administratifs sont obligatoirement fermés et les bâtiments du gouvernement décorés du drapeau national. Jusqu'en 2005, dernière réforme législative, un jour férié tombant un samedi ou un dimanche donnait droit à un jour de congé supplémentaire, cette disposition a été supprimée. Le contrat de travail peut déroger à l'obligation de chômer les jours fériés (dimanche y compris).

### Les fêtes nationales (Il-Festi nazzjonali)

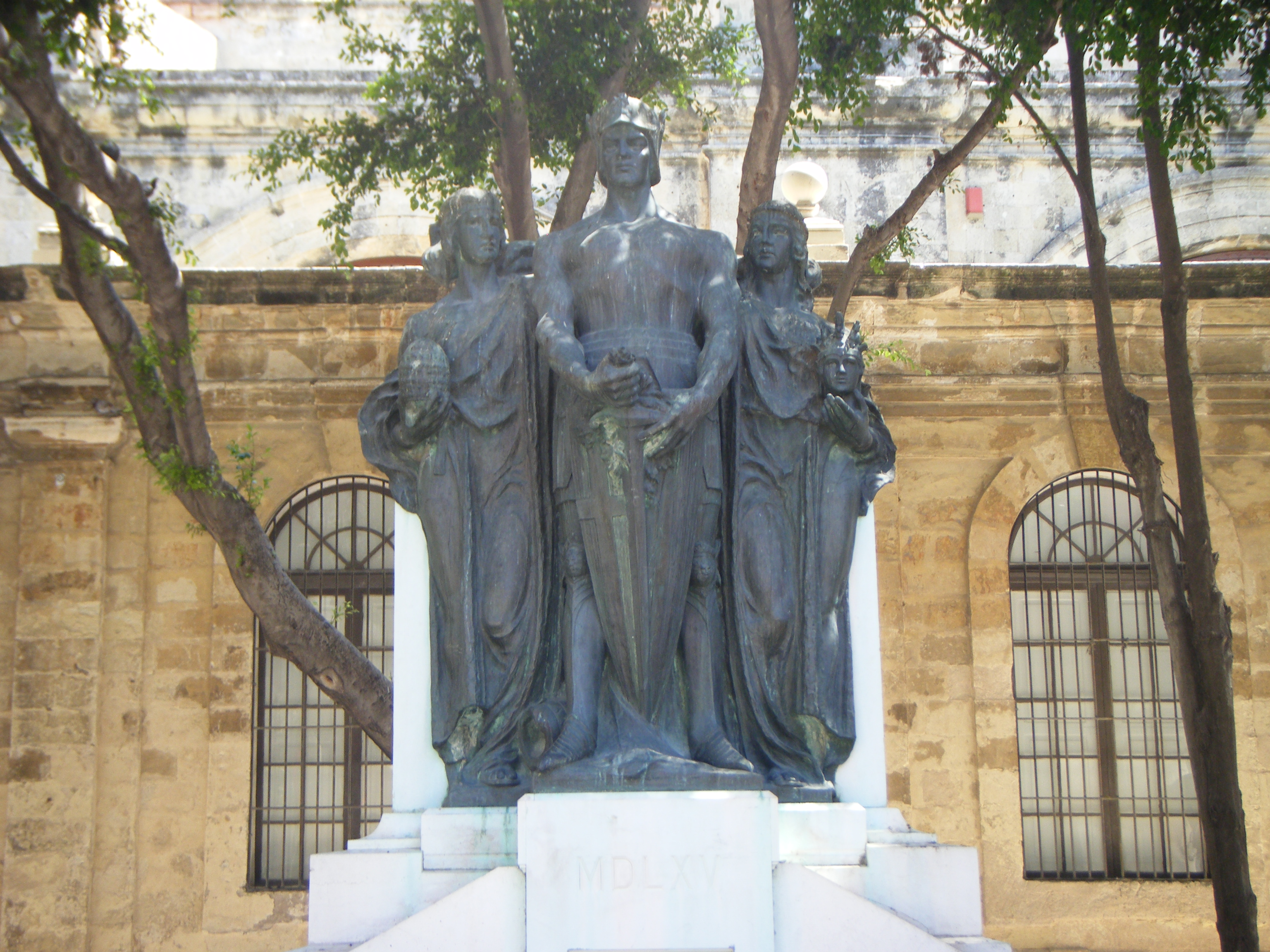
Mémorial il-Vittorja de Antonio Sciortino à La Valette.

- Jum il-Vittorja, jour de la Victoire, la plus ancienne fête de Malte précisément datée, puisqu'elle commémore la victoire des chevaliers de l'ordre de Saint-Jean de Jérusalem à 1 contre 300 face aux troupes ottomanes de Dragut. Le Grand Siège prend fin le 10 septembre 1565 par la victoire de Jean de Valette. La date du 8 septembre a été choisie pour commémorer cette victoire placée depuis lors par l'Ordre sous la protection de la Vierge Marie dont la naissance est datée du 8 septembre. L'église Notre-Dame-de-la-Victoire est la première église construite à La Valette en 1566 par Laparelli et Gerolamo Cassar[7]. Deux monuments rappellent les sacrifices des combattants, l'un construit en 1705 sur la place centrale de Birgu rebaptisée Vittoriosa (La Victorieuse), l'autre inauguré le 8 septembre 1927 à Vittoriosa aussi, avant d'être déplacé le long de Républic street à La Valette. Cette réalisation du célèbre sculpteur maltais Antonio Sciortino représente suivant les descriptions « Malte entourée de la Religion et de la Civilisation » ou encore « la Foi, l'Espérance et le Courage »[8].
Après l'ordre Hospitalier, l'État maltais devait en faire, le 8 septembre 1965, aussi une fête nationale avec la célébration du 400e anniversaire de la victoire du premier Grand Siège. Mais cette fête nationale commémore également la fin du blocus des forces de l'Axe pendant la Seconde Guerre mondiale[9].
La Jum il-Vittorja est l'occasion, en plus des manifestations militaires, d'une traditionnelle course de bateaux dans le Grand Harbour, la Regatta.

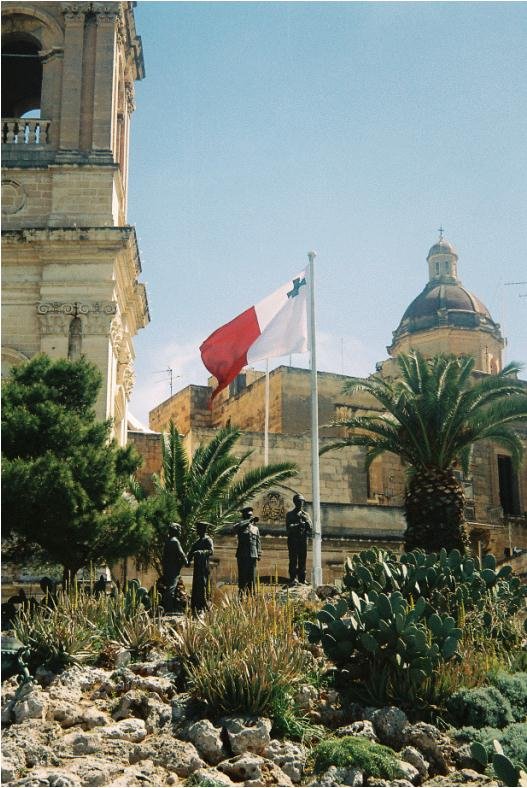
Mémorial il-Ħelsien à Vittoriosa.

- Sette Giugno, le 7 juin 1919 est l'aboutissement de longues tensions, débutées le 25 février, entre l'occupant britannique et la population maltaise. Celle-ci exaspérée par les difficultés d'approvisionnement dues aux suites de la guerre et au renchérissement du coût de la vie est descendue dans la rue. Les forces d'occupation, en nombre insuffisant, rapidement débordées face à cette émeute, font usage de leurs armes en faisant quatre morts et plusieurs dizaines de blessés[10].Mémorial il-Ħelsien à Vittoriosa. Le 7 juin 1986, une statue du sculpteur italien de Pietrasenta, Giuseppe Cipriani, est inaugurée sur la place face au palais des grands maîtres. Quelque temps plus tard, le 31 juillet, est inauguré sur la place de l’Indépendance un autre monument rappelant le soulèvement de la population maltaise à la suite de Dun Mikiel Xerri contre l'occupation française[11]. Ces deux soulèvements sont considérés comme étant représentatifs de la volonté de la population maltaise de s'opposer aux occupants coloniaux mais, le 21 mars 1989, le parlement maltais n'a retenu que les évènements du Sette Gingno pour en faire une des cinq fêtes nationales.
- Jum l-Indipendenza, le jour de l'Indépendance, 21 septembre 1964. De concession en suspension, de suppression en rétablissement d'une constitution permettant une démocratisation et une administration plus directe par les Maltais eux-mêmes, la reine du Royaume-Uni accordait à l'archipel maltais l'indépendance au sein du Commonwealth. À l'extrémité des jardins Maglio à Floriana, face à la fontaine des Tritons et à la porte d'entrée dans La Valette, est inauguré le 21 septembre 1989, pour le 25e anniversaire de l'indépendance, un monument surmonté d'une statue symbolisant l'Indépendance[12]. C'est le lieu d'une manifestation en souvenir de ce moment tous les 21 de septembre.
- Jum ir-Repubblika, le jour de la République, le 13 décembre 1974. C'est le jour où, après avoir obtenu en 1964 l'indépendance au sein du Commonwealth, l'État de Malte se proclamait une république. Le gouverneur général, le maltais Anthony Mamo, représentant la reine de Malte, devenait le premier président de Malte[13].
- Jum il-Ħelsien, le jour de la Liberté, 31 mars 1979. Après de longues tractations, les dernières bases militaires de l'armée britannique étaient évacuées, libérant ainsi le pays de toutes traces d'occupation coloniale. Le dernier drapeau britannique, l'Union Jack, à être abaissé à Malte, l'a été à la base navale de Vittoriosa[14]. Aujourd'hui des statues de bronze reconstituent la scène à l'emplacement même de cette cérémonie.
La Jum il-Ħelsien est l'occasion d'une traditionnelle course de bateaux dans le Grand Harbour, la Regatta.

### Les jours fériés publics (Il-Btajjel pubbli)

#### Les fêtes religieuses

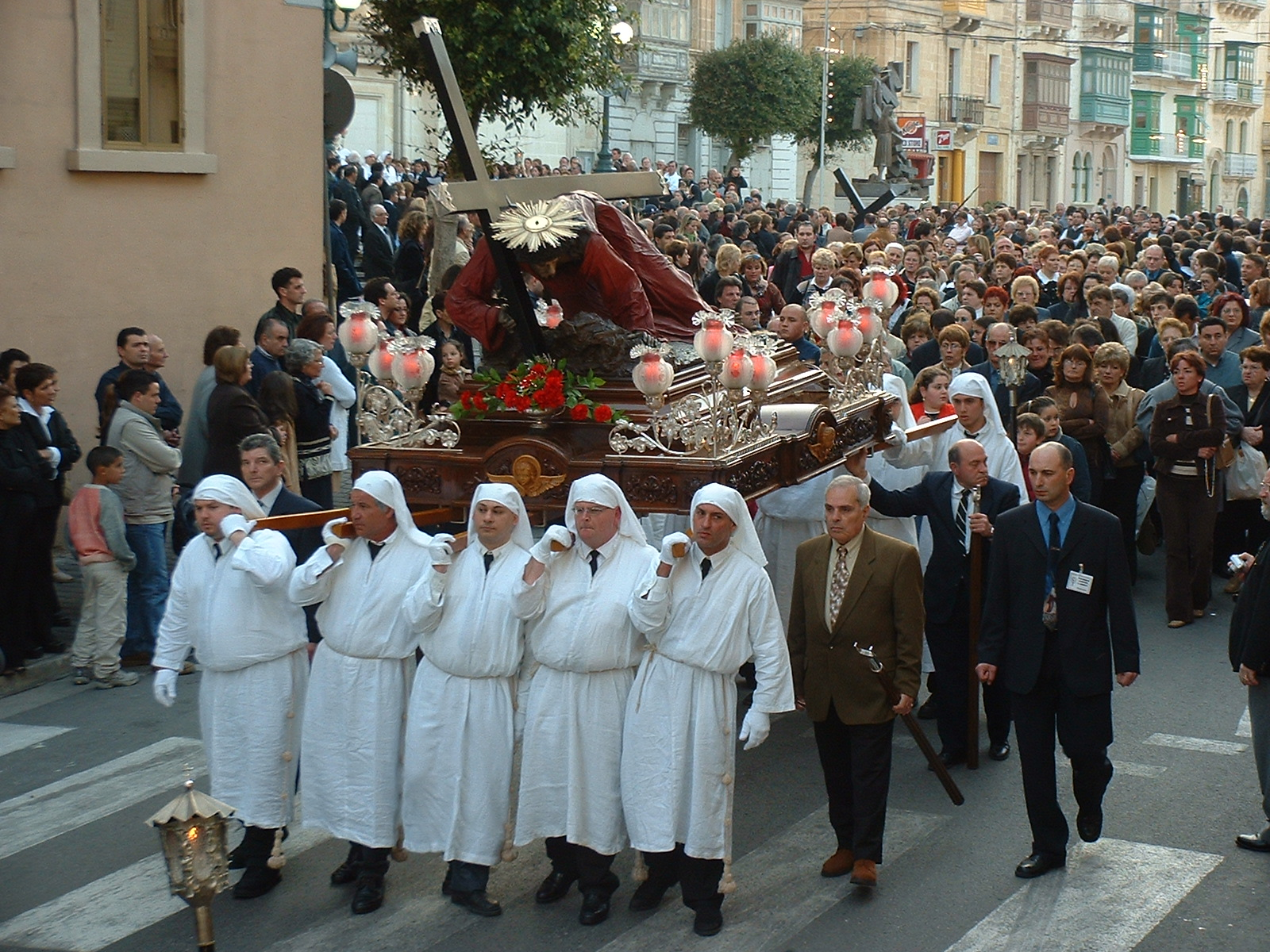
Procession de il-Ġimgħa l-Kbira, représentation de la Passion du Christ.

- Il-Festa tan-Nawfraġju ta’ San Pawl, la fête du naufrage de saint Paul se célèbre le 10 février. Elle rappelle, suivant les Actes des Apôtres[15], un livre des évangiles, le naufrage de saint Paul lors de son dernier voyage pour Rome. Si l'historicité de saint Paul est discutée mais largement admise, la réalité de son dernier voyage en 60 apr. J.-C. et son naufrage sont communément acceptés mais le lieu de ce dernier est très hypothétique même si un consensus se fait sur Malte et plus précisément sur une des îles qui portent aujourd'hui le nom d'îles de Saint-Paul[16], la date du 10 février, par contre, ne peut relever que de la foi. Beaucoup voient dans cet acte le début de la christianisation de l'archipel maltais.
- Il-Festa ta’ San Ġużepp, la fête de saint Joseph célébrée en Occident et à Malte le 19 mars. La Sainte Famille est très vénérée à Malte particulièrement à travers les crèches que les Maltais ont pris l'habitude d'exposer derrière les fenêtres de leur habitation. Il n'est donc pas anormal que le père nourricier de Jésus Christ soit honoré à l'image de la Vierge Marie. L'origine de cette fête se perd dans la mémoire maltaise. Le nom de saint Joseph est donné à des choux remplis de ricotta et de fruits confits : Żeppoli ta' San Ġużepp (choux de saint-Joseph).Station 13 du chemin de croix de Ta' Pinu.

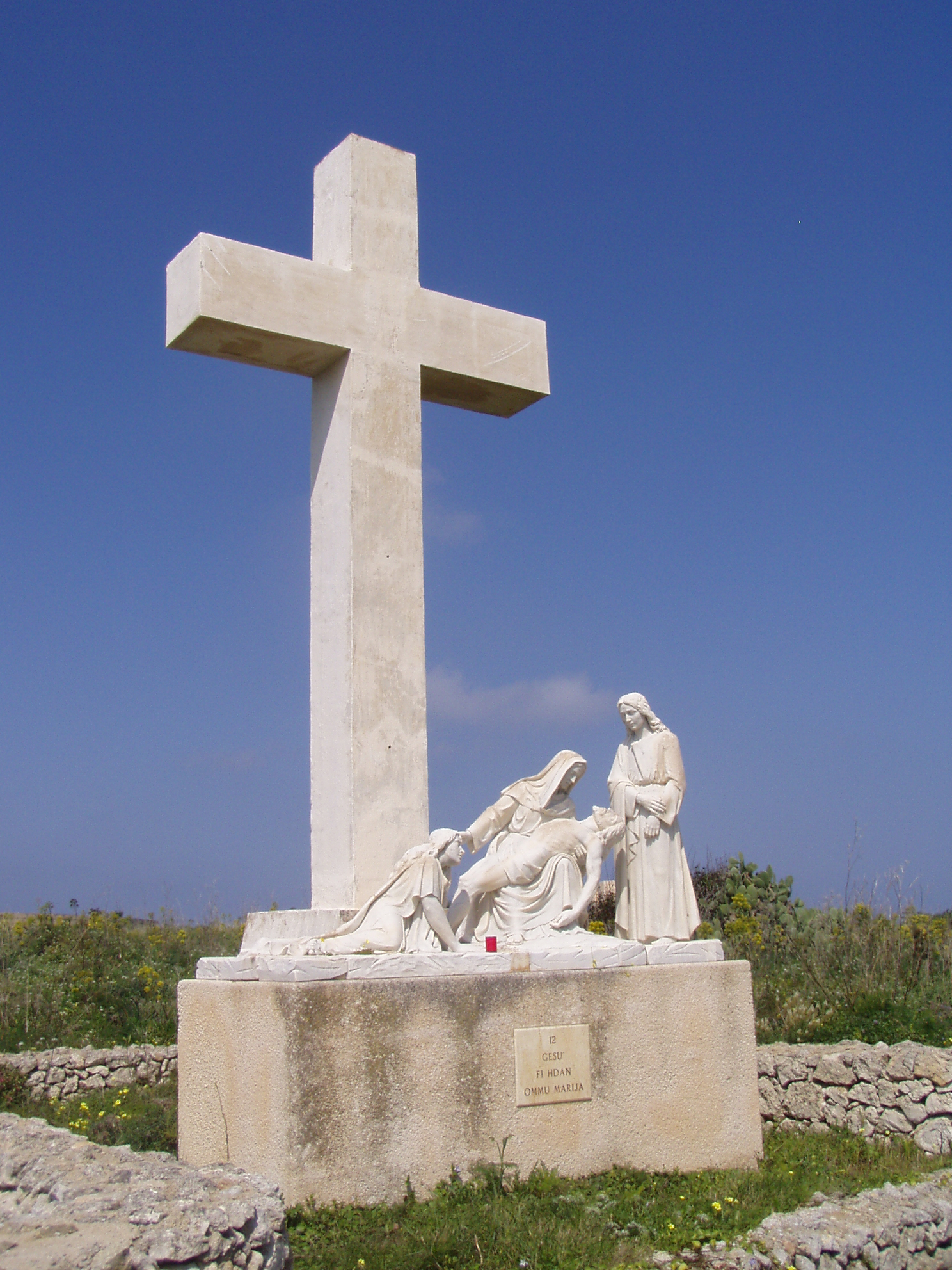
Station 13 du chemin de croix de Ta' Pinu.

- Il-Ġimgħa l-Kbira, (Vendredi saint, textuellement la Grande Semaine, Semaine sainte se dit Il-Ġimgħa Mqaddsa) en fait c'est uniquement le Vendredi saint qui est déclaré férié car le dimanche est déjà férié à Malte. Il faut remarquer que c'est principalement le protestantisme qui considère la célébration de la passion du Christ plutôt que sa résurrection. L'État maltais est l'un des rares pays de confession catholique romaine qui a fixé le Vendredi saint comme un jour férié.
Traditionnellement, en ce Vendredi saint, jour de peine pour les chrétiens, les maltais font un pèlerinage personnel en visitant sept Sepulkru (autels de repos) dans sept églises différentes, celles de Vittoriosa, Cospicua et Senglea sont très visitées. Les églises sont tendues intérieurement de tentures généralement pourpres, rarement noires, à l'extérieur, l'architecture est dessinée de nombreuses ampoules électriques. Les rues sont décorées de nombreuses banderoles et de statues de saints. Des paroisses organisent des processions de scènes de la passion souvent accompagnées de pénitents cagoulés, pieds nus et chaînes aux pieds pour certains. Les gozitains peuvent faire, depuis le 18 mars 1971, leur chemin de croix au sanctuaire Ta' Pinu de Għarb. Ce chemin qui escalade la colline Ta'Għammar est bordé de stations sculptées grandeur nature[17].Statue de la Sainte Vierge Marie avant son départ en procession pour l'Assomption.

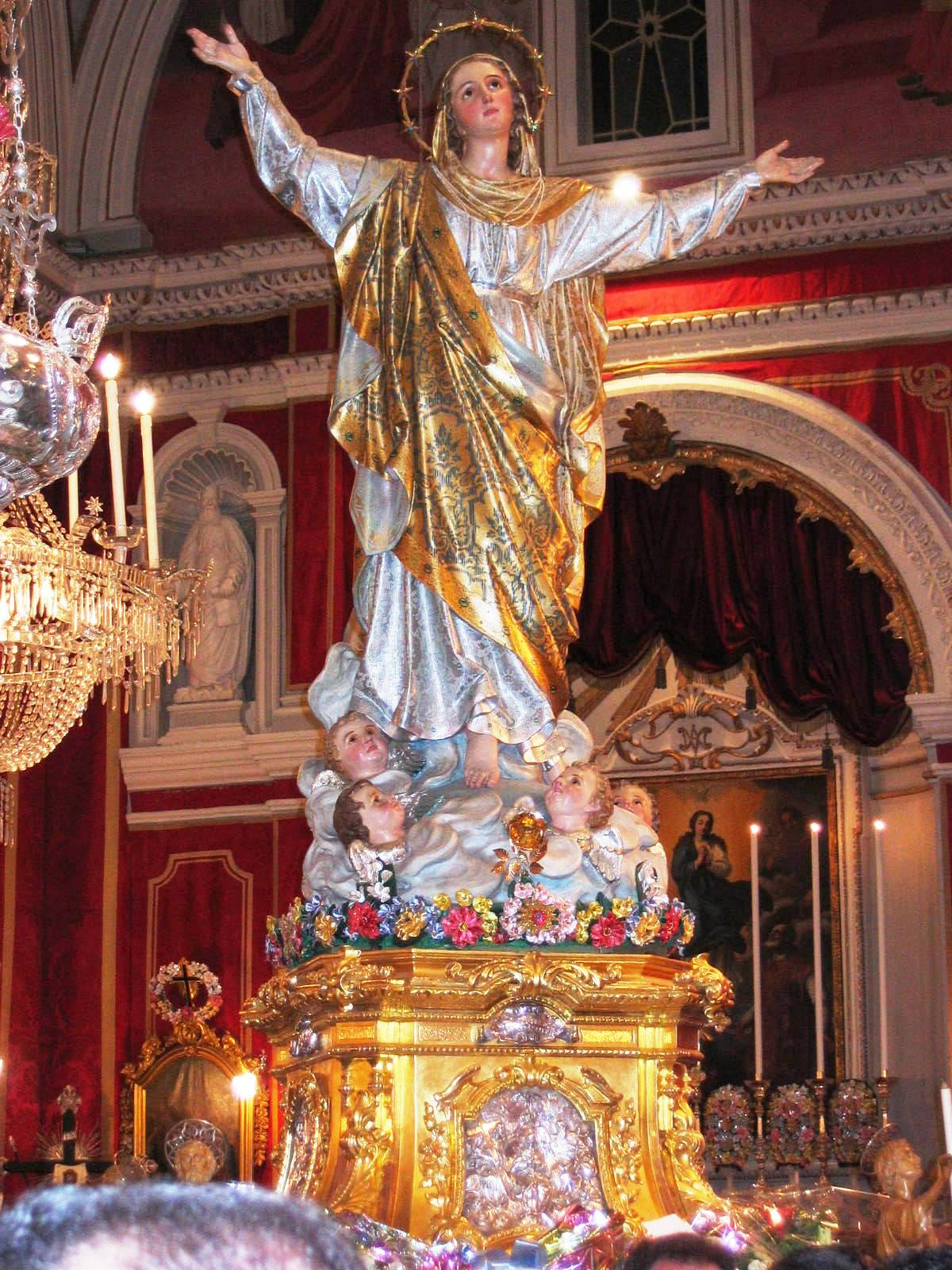
Statue de la Sainte Vierge Marie avant son départ en procession pour l'Assomption.

Le dimanche, jour de la Résurrection, c'est la festa avec défilés de statues du « Christ dressé » (L-Irxoxt)  accompagnées de fanfara (fanfare), la population étant souvent habillée à la mode antique. Les marchands de Qubbajt (nougat) et de Karamelli tal-ħarrub (caramel) font le bonheur des enfants. Les familles partagent le Figolli (gâteau de Pâques) et distribuent aux enfants des  Bajd ta'l-Għid (œufs de Pâques).
- Il-Festa ta’ San Pietru u San Pawl, la fête de saint Pierre et saint Paul célébrée le 29 juin se confond dans l'esprit des Maltais avec L-Imnarja. Malgré les fortes croyances catholiques des Maltais, qui fêtent ainsi saint Pierre et saint Paul, cette fête est aussi une fête païenne qui mélange lumière, cuisine et musique et l'on peut penser qu'elle a survécu plus par son caractère païen et populaire que par son aspect religieux.Cathédrale de Victoria habillée de tentures pour Noël.

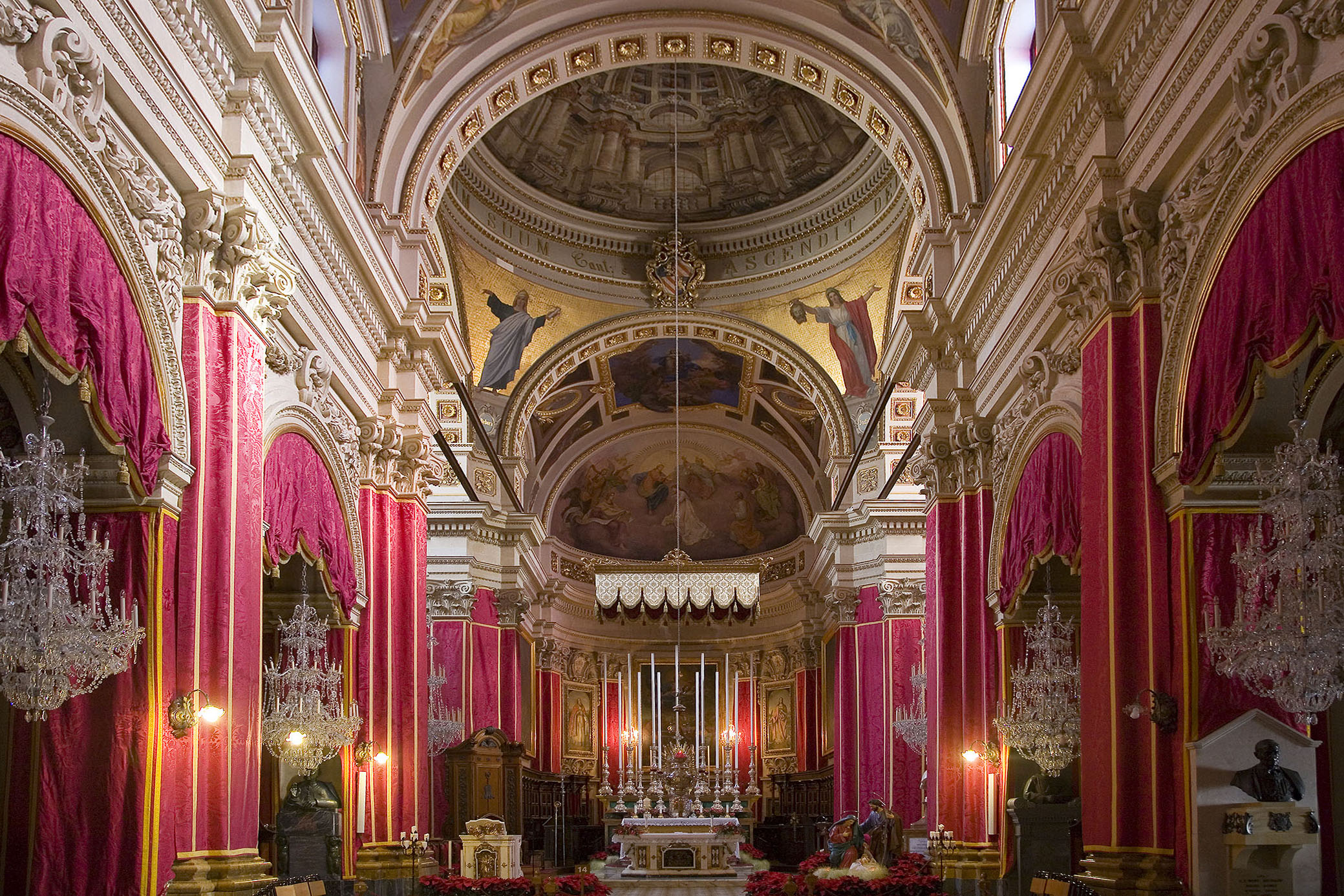
Cathédrale de Victoria habillée de tentures pour Noël.

- Il-Festa ta’ Santa Marija, la fête de la Vierge Marie (Assomption). Le deuxième dogme marial était une fête populaire avant d'être une célébration religieuse et un jour férié
- Il-Festa ta’ l-Immakulata Kunċizzjoni, la fête de l'Immaculée Conception. Premier dogme marial, comme l'Assomption, cela a été une fête populaire avec d'être une célébration religieuse et un jour férié
- Il-Milied, Noël. La deuxième fête chrétienne après Pâques, la Nativité, est très importante et très célébrée par les familles maltaises. L'Avent est suivi avec attention et chaque jour apporte sa lecture d'un verset. La proximité de l'Italie a importé ses coutumes, d'où l'importance de la crèche. Chaque église, mais surtout chaque famille prépare sa crèche, aux multiples personnages, l'exposant, généralement derrière une fenêtre, pour la rendre visible de l'extérieur, toute décorée de guirlandes de lumière. Aucune famille de manquerait la messe de minuit (généralement avancée dans la soirée), cette une messe qui mobilise toute la paroisse avec cœur chanté. À la différence de Pâques, les festivités sont plus familiales que sociales, et hormis la décoration des églises, la vente de  Qubbajt (nougat) sur les parvis et maintenant de plus en plus de décorations lumineuses des rues, il n'y a pas ou peu de débordement urbain.

#### Les fêtes civiles
- L-Ewwel tas-Sena, le jour de l'an. La position dans le calendrier de cette fête païenne a beaucoup varié au fil du temps. Les habitudes antiques et moyenâgeuses variaient dans le temps et suivant les pays. Ce n'est qu'en 1622 que le pape Grégoire XV fixe le début de l'année au 1er janvier. À Malte, l'habitude d'offrir des présents entre familles pour espérer et souhaiter une année favorable a perduré, par contre la distribution des jouets aux enfants par le père Noël dans la nuit du 25 décembre s'est largement répandue.
- Jum il-Ħaddiem, le jour du travailleur correspond à la fête internationale du travail qui a lieu le 1er mai. Très tôt, à Malte, avec l'occupation britannique et la création des chantiers navals, s'est constitué un prolétariat qui a trouvé son prolongement politique avec le Partit Laburista (parti travailliste) et social avec le General Workers' Union - GWU (Union générale des travailleurs). Le XIXe et le XXe siècle ont connu des grèves importantes bien entendu aux chantiers navals mais aussi dans les transports (chemin de fer et tramways), etc.

## Les fêtes populaires

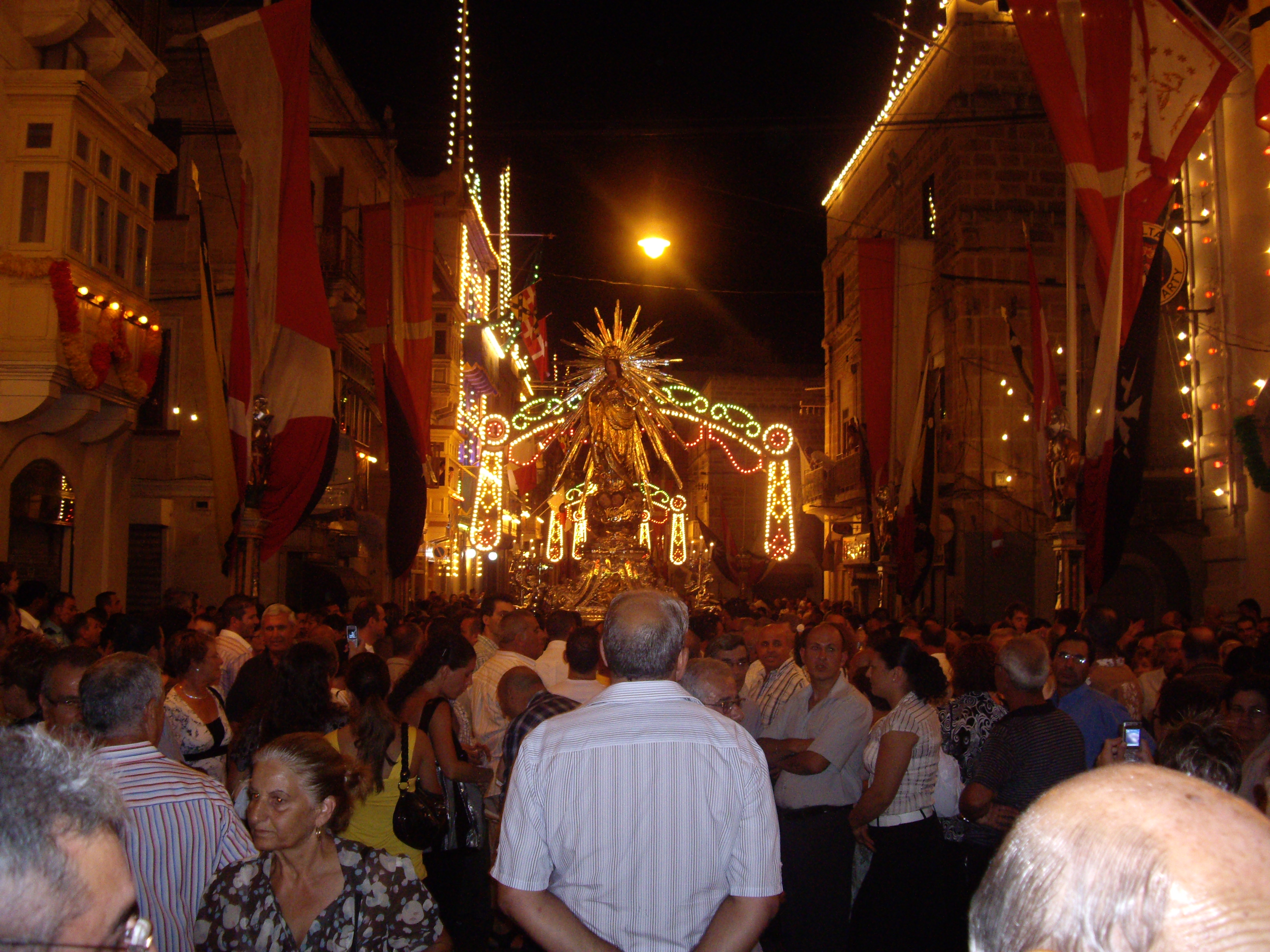
La festa dans les rues de Senglea.

L'origine des fêtes populaires maltaises est très certainement à rechercher dans les fêtes paroissiales. Au XVIe siècle, les fêtes étaient plutôt champêtres, elles réunissaient les paroissiens, sous l'égide du bienfaiteur du village, le jour de la fête du saint patron et étaient l'occasion de faire l'aumône du pain et de monnaie aux nécessiteux. Au XVIIe siècle, ces bienfaiteurs, souvent petite noblesse maltaise, rarement chevalier de Malte, rivalisent de générosité pour faire de la festa de leur village la plus belle de toutes les festi.
Les fêtes religieuses étaient honorées avec tout le rituel qu'un ordre religieux savait entretenir mais aussi le faste qu'il sied à des princes. Les Hospitalier de l'ordre de Saint-Jean de Jérusalem honoraient par exemple leur saint patron, saint-Jean, ou leur victoire lors du Grand-Siège, mais aussi l'élection d'un pape ou d'un grand maître de l'ordre de Saint-Jean.

### Lesfesti(fêtes)

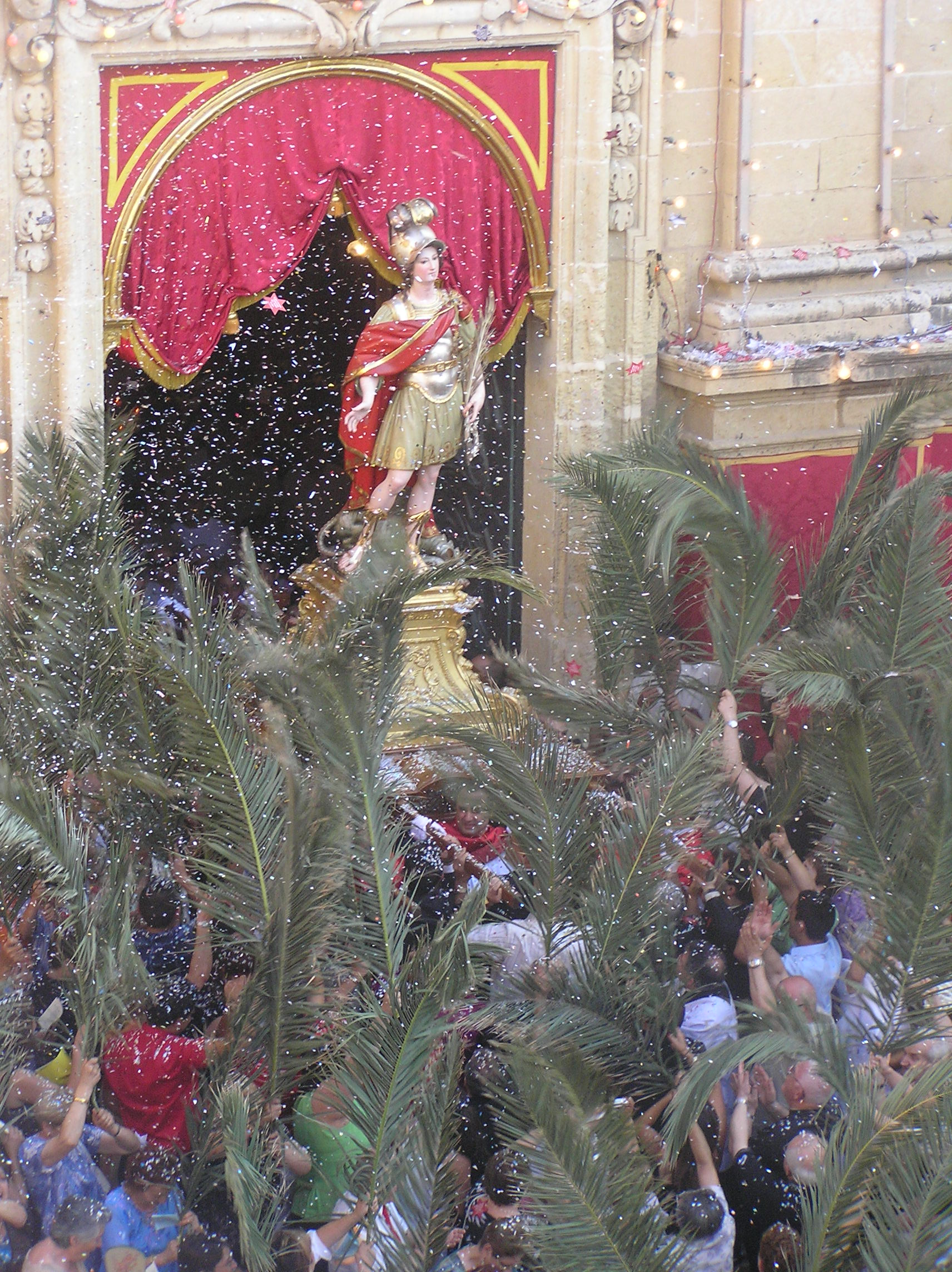
Départ de la procession du dimanche de la statue de San Ġorġ à Victoria.

Les historiens font remonter les festi au XVIe siècle dans les fêtes paroissiales pour honorer le saint patron. Ces fêtes auraient connu beaucoup de fluctuations ; d'abord boudées par l'ordre de Saint-Jean de Jérusalem, les chevaliers commencent à s'impliquer au XVIIe siècle puis avec le grand maître de Rohan, l'Ordre investit, au XVIIIe siècle, une partie de sa richesse pour détourner le peuple maltais de sa condition. L'Ordre paye pour décorer les rues, pour illuminer les églises, pour décorer leur nef, pour tirer des feux d'artifice importés à grands frais de Sicile. La période française et le début de celle britannique paupérisent les festi avant que la population récupère pour les détourner, des habitudes de l'armée d'occupation. Chaque village veut sa fanfare à l'image de celle de l'armée, on tire, dans la journée, d'énormes pétards aériens pour rivaliser avec les salves de canon qui saluent l'entrée des bateaux dans le port de La Valette.

Les îles, prises sous le blitz de la Seconde Guerre mondiale, oublient les festi. Après guerre, la rupture du politique et de l'église, puis de l'opposition des partis entre eux, vont relancer les festi villageoises. C'est à tel ou tel każin (club), à telle ou telle société, à telle ou telle philharmonie, de faire plus et mieux que sa rivale. L'engouement de la population est tellement importante, qu'il va falloir interdire les festi en semaine, les reporter au weekend le plus proche pour éviter l'absentéisme ; au lieu d'une journée, les festi se déroulent maintenant sur deux jours et débordent souvent sur le lundi, ne limitant pas ainsi les inconvénients économiques. 

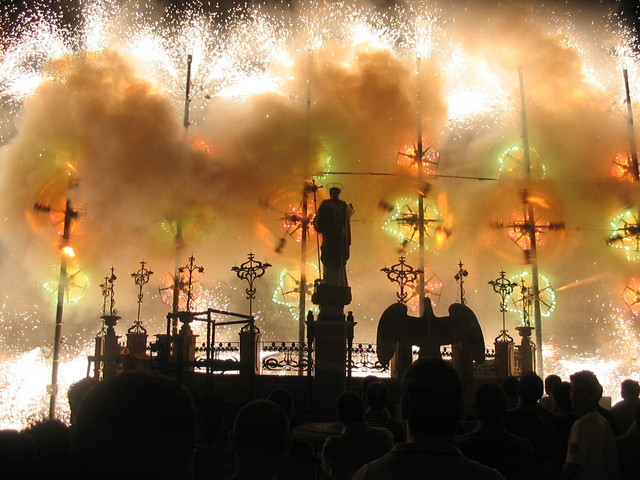
Le feu d'artifice clôturant la festa.

La festa est tellement importante dans la vie des maltais, que ses éléments émigrés reviennent visiter leur famille à cette occasion.
Dans les mois qui précèdent la festa les membres du comité organisateur font la quête dans la paroisse pour recueillir les fonds nécessaires et principalement acheter les pétards et les fusées. Le samedi matin tout le monde s'active à terminer les préparatifs pendant que les premiers pétards explosent signalant loin dans l'île la festa. Dans l'après-midi commence la dawra (la promenade), c'est la tournée de la famille et des amis mais aussi la visite de l'église décorée. La journée se termine en suivant la fanfare dans toutes les rues du village. Le dimanche c'est la procession, la statue du saint est sortie de son sanctuaire et, placée sur un palanquin, elle fait le tour du village à dos d'hommes, plus la procession se rapproche de l'église plus les confettis pleuvent, plus les cloches sonnent, plus la fanfare s'époumone, plus les pétards éclosent. La journée se termine par un feu d'artifice aussi brillant et bruyant que possible, il faut faire plus beau et plus fort que la paroisse voisine. Et le lundi, bien souvent, au lieu de reprendre le travail, c'est la xalata (la partie de campagne), toute la famille se retrouve au bord de la mer pour se reposer, déguster la fenkata (ragout de lapin) et jouer à la tombla (bingo) en écoutant la għana (musique traditionnelle maltaise).

### L-Imnarja(fête des illuminations)

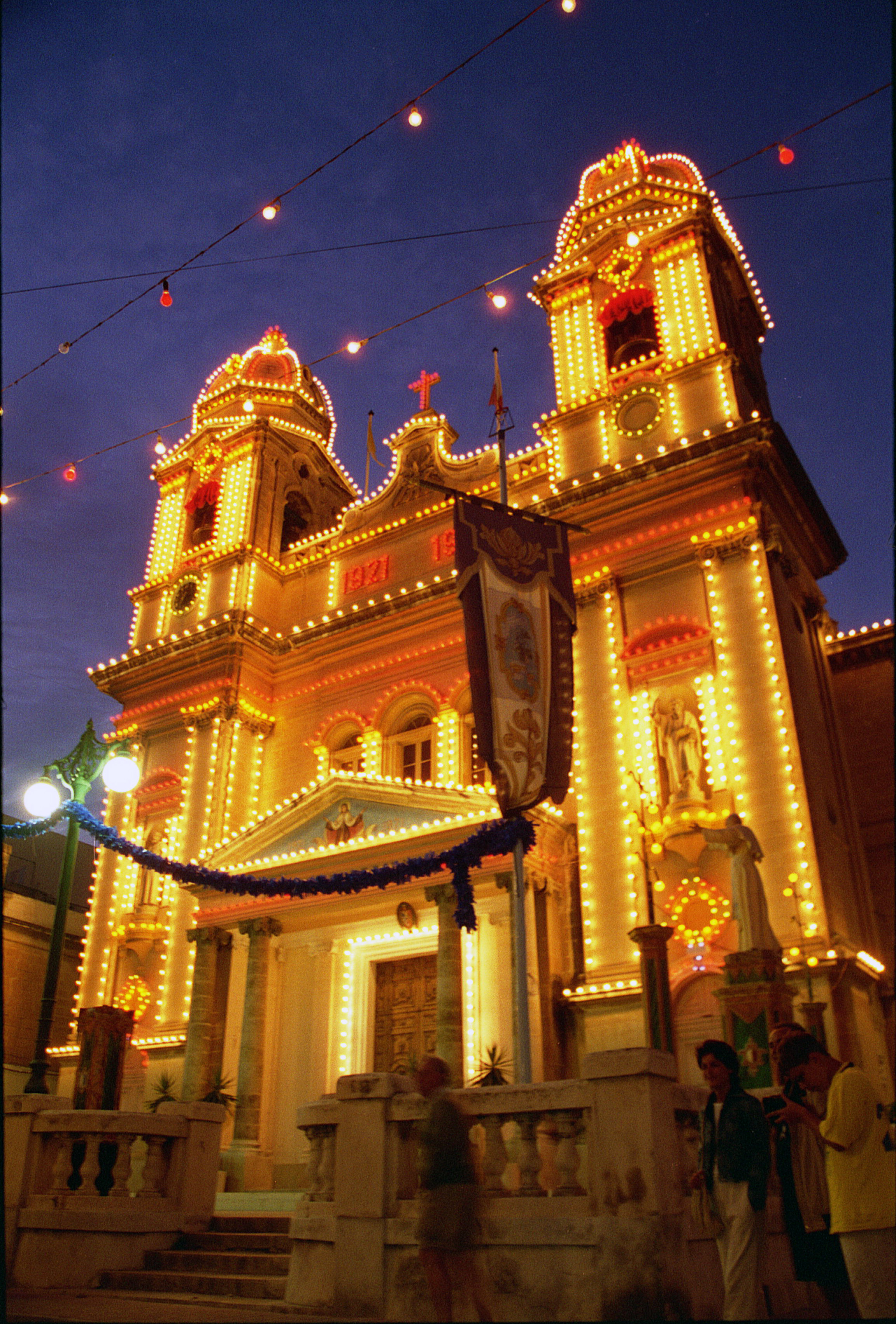
Église Notre-Dame-du-Mont-Carmel de Gżira illuminée pour la festa.

La tradition veut que les Hospitaliers de l'ordre de Saint-Jean de Jérusalem se réservaient la consommation de la viande de lapin pour deux raisons : ils chassaient pour l'exercice et le plaisir l'animal alors en grande quantité à l'état sauvage, et la règle de l'ordre les autorisait à en manger tout au long de l'année. Ils autorisaient la population maltaise à le consommer uniquement le 29 juin pour Il-Festa ta' San Pietru u San Pawl (la fête de saint Pierre et saint Paul). Aujourd'hui la tradition s'est perpétuée dans L-Imnarja (la fête des illuminations) pendant cette journée les maltais viennent pique-niquer dans les vergers de Buskett pour manger le traditionnel fenkata (ragout de lapin et spaghettis) et écouter la għana (musique traditionnelle maltaise). Les festivités débutent toujours avec la lecture du bandu, une annonce gouvernementale officielle, qui est toujours lue depuis le XVIe siècle.
Cette fête serait la plus vieille fête maltaise (plus ancienne que le Jum il-Vittorja, jour de la Victoire, qui elle est datée avec certitude de 1566) qui aurait traversé les millénaires, si l'on veut reconnaitre dans cette fête des lumières du solstice d'été, une forme des feux de la Saint-Jean qui remonterait dans les fêtes païennes de luminaria ayant ses racines en Phénicie dans les adorations au dieu berger Tammuz.

### Il-Karnival(carnaval)
Le carnaval tient une place importante dans le calendrier des festivités maltaise. À Malte, on trouve son origine au XVe siècle, peu après l'arrivée de l'ordre de Saint-Jean de Jérusalem à Malte. Les chevaliers nouvellement installés à Birgu, dans des conditions moins agréables qu'à Rhodes, ont organisé des jeux et des tournois avec des reconstitutions de faits historiques à la gloire de l'Ordre pour marquer les derniers jours d'avant le Carême.

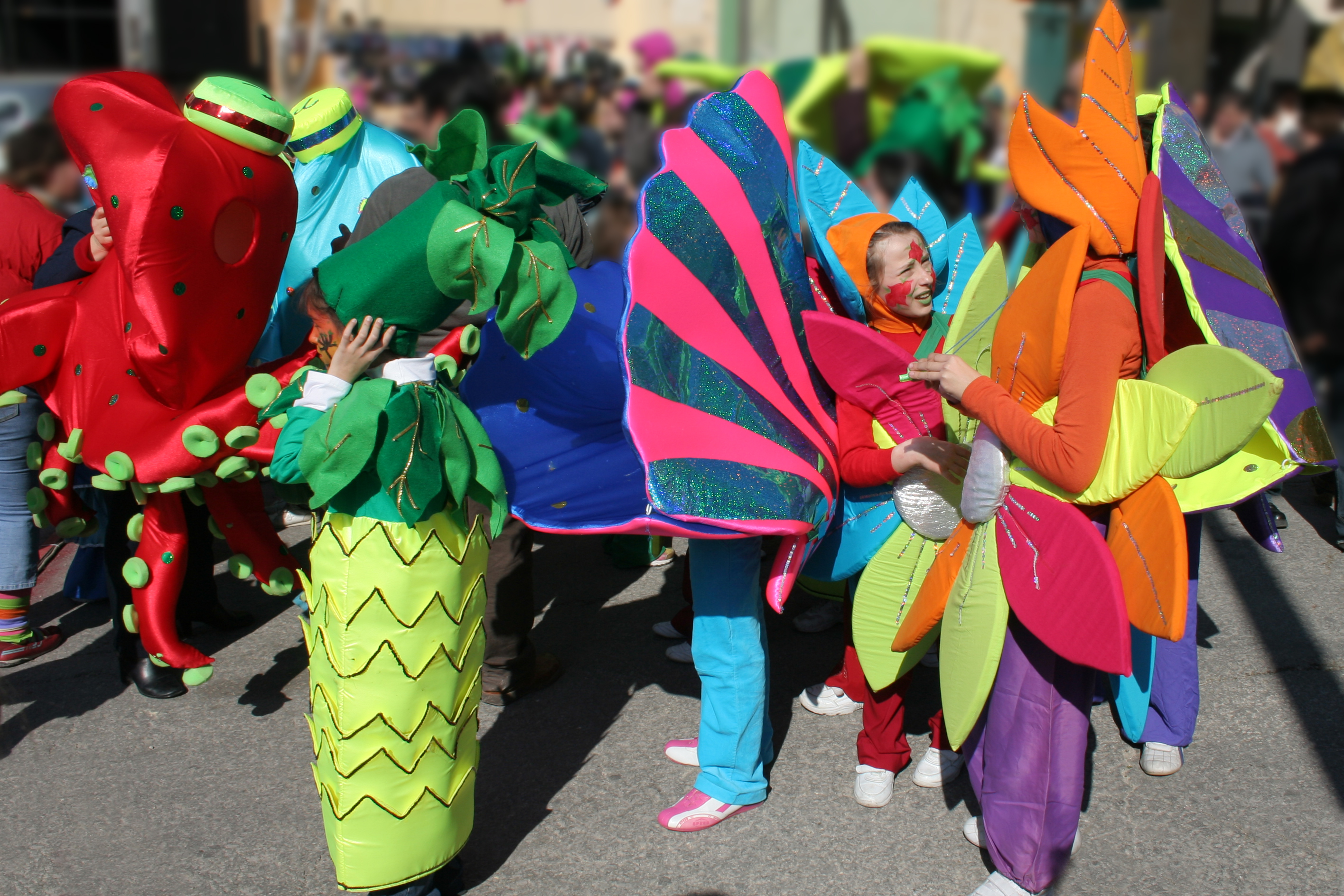
Déguisements de carnaval à Nadur.
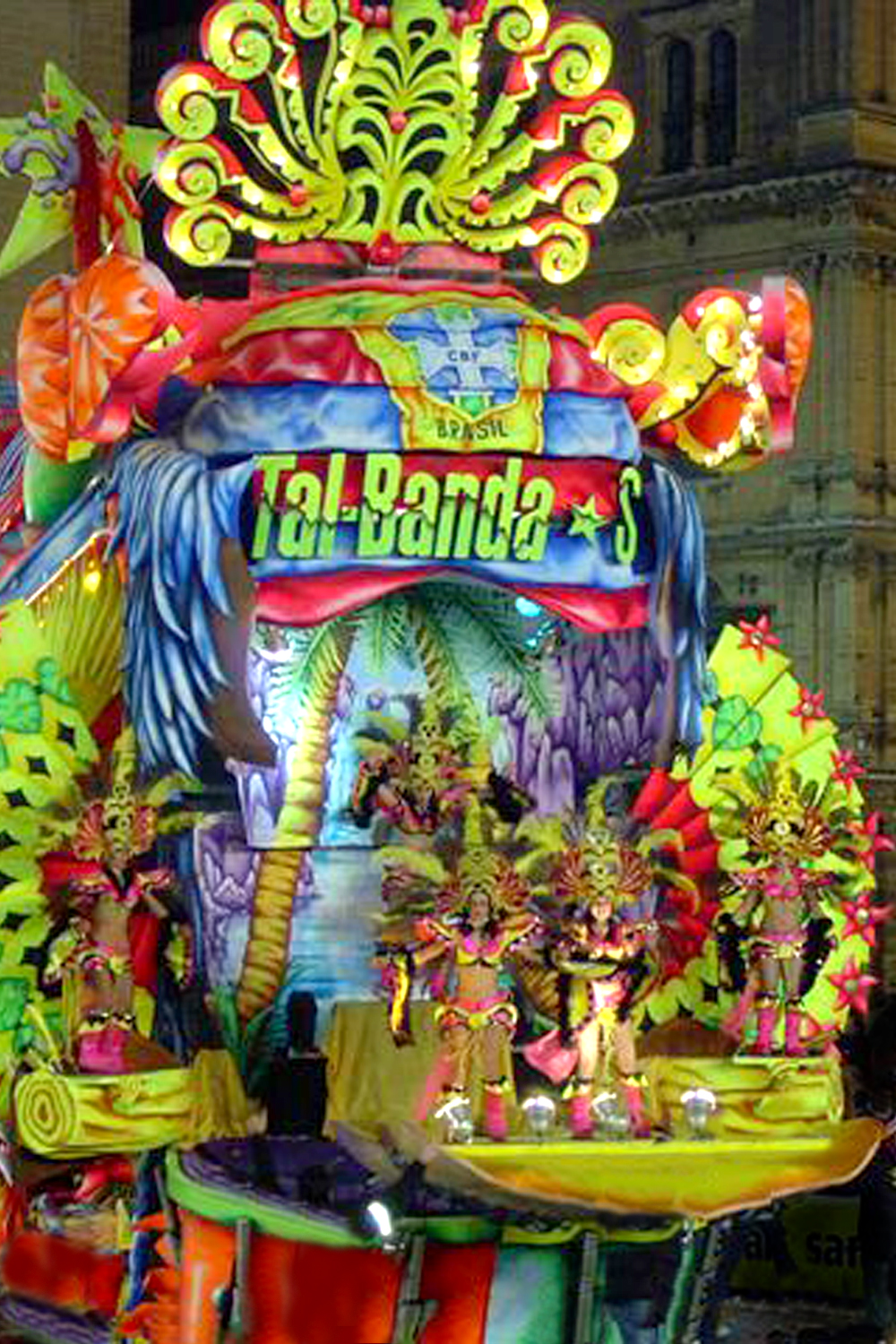
Char Tal-Banda dans l'arena pendant le carnaval 2006.
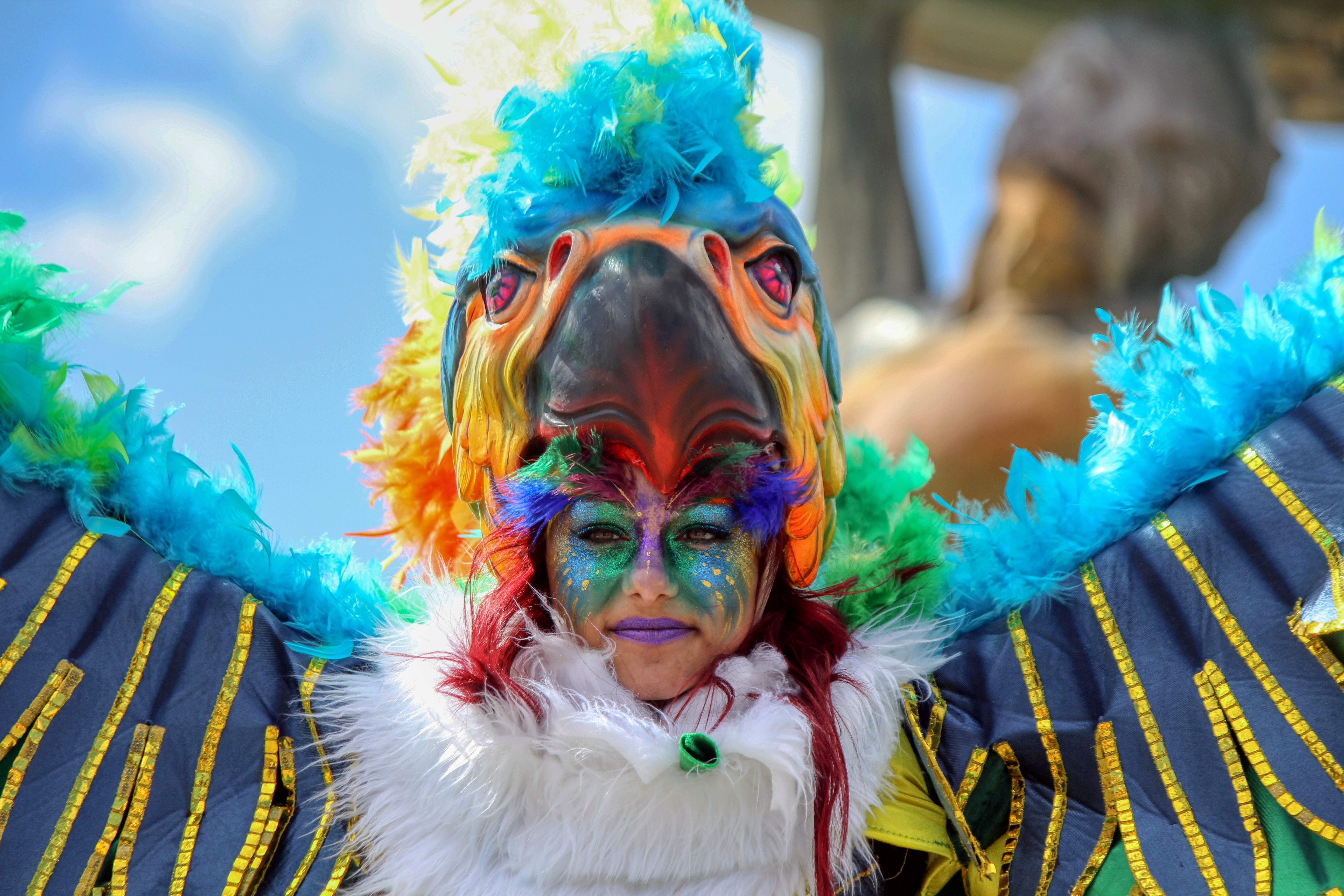
Au carnaval de La Valette, un jour ferié à Malte. Mars 2014.

Lors d'une assemblée des chevaliers tenue après le Mardi Gras 1535, le grand maître Pierino de Ponte rappelait les chevaliers à l'ordre en tant que membre d'une communauté religieuse et leur demandait de limiter leurs jeux aux exercices leur permettant d'entretenir leurs qualités militaires. En 1560, le grand maître Jean de Valette autorisait les chevaliers et les marins de l'Ordre à décorer pour le Mardi Gras les bateaux de la flotte de l'Ordre dans le port. Les festivités avaient donné lieu à des amusements, des chansons, des banquets mais aussi des mascarades. En 1639, le grand  maître Jean-Paul de Lascaris-Castellar publie une proclamation interdisant le port des masques aux femmes pendant les festivités et principalement dans les auberges sous peine d'être fouettées publiquement. Il interdit également le port d'un costume représentant le diable.
Pendant le règne de l'ordre de Saint-Jean sur Malte, Le carnaval devait recevoir l'assentiment du grand maître, la population attendait sous les balcons du Palais la lecture de la proclamation autorisant le début des festivités qui allaient durer trois jours. Le carnaval commençait par la pendaison d'une pierre à la façade de la Castellania, le palais de justice, qui signifiait ainsi que toutes les poursuites étaient suspendues le temps du carnaval. En suite commençait la Parata, la parade, composée de la population habillée en chrétiens et en infidèles du Grand Siège, promenant dans La Valette une jeune fille personnifiant Malte, avant de reconstituer des tableaux des héroïques combats. Autre caractéristique du carnaval du XVIIIe siècle est l'initiative du grand maître Marc'Antonio Zondadari, en 1721, du kukkanja (pays de Cocagne). Cela consistait pour la population de s'approprier, à un signal, de la nourriture, des jambons, des saucisses, des porcs, etc. cachés sous une montagne de fagots.
Du temps des britanniques, le carnaval était l'occasion pour la population de caricaturer l'occupant. Des scènes, puis l'apparition des chars, permettaient de régler ses comptes avec le gouverneur général ou les hommes politiques maltais. Les carnavals ont toujours été l'occasion de défoulements que les dirigeants savent tolérer.
Si maintenant le carnaval a toujours lieu à La Valette avec un défilé dans les rues de la capitale et de Floriana pour terminer dans « l'arène » face au palais des grands maîtres, bien d'autres villes organisent aussi leurs festivités comme le carnaval de Nadur à Gozo qui concurrence celui de la grande île. Les pâtissières maltaises préparent pour l'occasion un gâteau à la crème au beurre appelé Prinlulata.

## Les anciennes fêtes maltaises

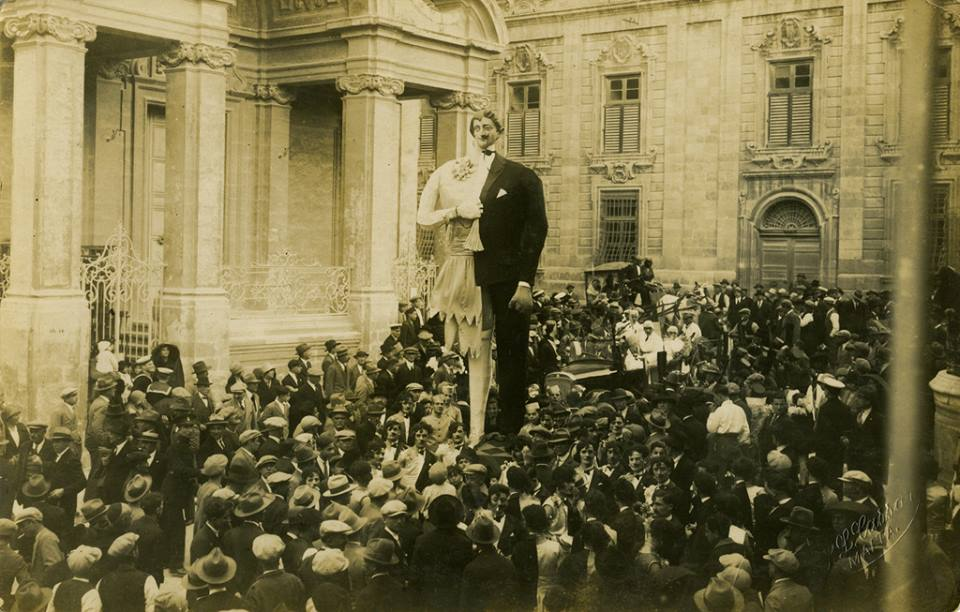
Carnaval à La Valette au début du XXe siècle.

- Arbor Day, jour de l'arbre, institué par Albert V. Laferla alors directeur de l'éducation. Elle a été fêtée pour la première fois le 4 juin 1928 dans les écoles maltaises. Fixée à cette date en hommage à la naissance du roi George V, elle avait pour objectif de faire prendre conscience à la jeunesse maltaise de l'importance des arbres plutôt rares sur l'île. Cette fête a perduré jusque dans la deuxième moitié du XXe siècle dans les écoles privées[19].
- Armistice Day, commémoration de l'armistice de la Première Guerre mondiale le 11 novembre. Le Malta's National War Memorial, sur lequel est gravé les noms des 592 maltais morts en service, a été inauguré à Floriana, au pied de La Vallette, le 11 novembre 1938[20]. Le monument sera démonté pierre à pierre et remonté dans l'alignement de la nouvelle rue Sainte-Anne à Floriana et inauguré le 8 décembre 1949 par la princesse Élisabeth, future reine du Royaume-Uni[21].